# The Anthem (canción de Planetshakers)
"The Anthem" es una canción de adoración de la banda de adoración contemporánea australiana Planetshakers. Fue lanzado el 15 de diciembre de 2012, como sencillo de su álbum en vivo, Limitless (2013). La canción también apareció en el álbum de Planetshakers Kids Nothing Is Impossible (2013), en el álbum Nada Es Imposible (2014) y también aparece en el álbum All For Love (2008). La canción fue escrita por Joth Hunt, Henry Seeley y Liz Webber. La canción ha sido interpretada por varios artistas de música cristiana, incluidos Todd Dulaney, Travis Greene y Elevation Worship dirigido por el cantante de adoración Chris Brown. Esta canción ha sido traducida e interpretada en muchas iglesias evangélicas de todo el mundo.

## Rendimiento comercial
En mayo de 2014, la banda Planetshakers recibe una invitación de James Robinson del programa de televisión estadounidense Life Today with James Robison para cantar la canción The Anthem en vivo. En octubre de 2016, por invitación de Brian Johnson, la banda visitó la Iglesia Bethel en Redding, California, donde interpretó la canción en vivo.. El 10 de noviembre de 2015 Planetshakers visitó la iglesia El Lugar de Su Presencia en Colombia para cantar la canción "El Himno" en español.

## Video musical
El video musical oficial de la canción fue lanzado el 15 de diciembre de 2012 y ha obtenido más de 11 millones de visitas hasta abril de 2021.

## Reconocimientos
La canción, "The Anthem", ocupó el puesto 18 en la lista de las 20 mejores canciones de Worship Leader's de 2013.
En 2016, la canción "The Anthem" fue nominada a la mejor canción grabada del año 2016 de Adoración Urbana para un Dove Award en la 47a edición de los premios GMA Dove Awards.

## Covers e interpretaciones
La canción ha sido versionada por varios artistas de música cristiana de todo el mundo, incluido Todd Dulaney, Travis Greene y Elevation Worship entre otros artistas. Se ha cantado en iglesias de todo el mundo y se ha traducido a muchos idiomas. 
El 26 de marzo de 2013, Travis Greene lanzó el sencillo "The Anthem" del álbum Faceless Noise y también del álbum Intentional lanzado el 21 de agosto de 2015. El 15 de abril de 2016, Todd Dulaney lanzó una versión de "The Anthem" del álbum A Worshipper's Heart y también del álbum To Africa With Love lanzado el 15 de marzo de 2019. La canción entró en la lista Billboard Hot Gospel Airplay el 30 de abril de 2016 en el No. 1, en la lista de ventas de canciones digitales de gospel en el No. 3 y en la lista Hot Gospel Songs en el No. 4.

## Rendimiento de gráfico
La canción también encabezó las listas de gospel correspondientes: la lista Billboard Hot Gospel Airplay, la lista Billboard Gospel Digital Song Sales y la lista Billboard Hot Gospel Songs.